# Chi ha bisogno di Tenchi? - The Movie - Memorie lontane
Chi ha bisogno di Tenchi? - The Movie - Memorie lontane (天地無用! in Love 2 - 遙かなる想い?, Tenchi muyō! In Love 2: Haruka naru omoi), sottotitolato Tenchi muyo in love 2, è un film d'animazione del 1999 diretto da Hiroshi Negishi.
Si tratta del terzo film che prende ispirazione dall'universo di Chi ha bisogno di Tenchi?. È conosciuto nel mercato internazionale con il titolo Tenchi Forever!
Il film è l'arco finale della storia della serie televisiva Tenchi muyō!. Il film è anche completamente diverso dal resto della storia per il tono cupo ed erotico, a dispetto dei toni da commedia sentimentale che aveva avuto fino agli episodi prima. Viene svelato il passato di Katsuhito Masaki e viene approfondito il rapporto di Ryoko e Ayeka nei confronti di Tenchi.
In Italia è stato edito originariamente in VHS nel 2002 da Dynamic Italia e poi ristampato in DVD.

## Trama
Sembra un giorno come tutti gli altri al tempio Masaki, fino al momento in cui Tenchi si incammina fra gli alberi della foresta e svanisce. Sei mesi dopo, Ryoko e Ayeka sono ancora alla ricerca del ragazzo in tutto il Giappone. Alla fine scoprono che Tenchi si trova in un'altra dimensione con una strana donna, ma non sanno ne chi essa sia ne come fare per raggiungerli. Neppure sono a conoscenza se Tenchi ha ancora desiderio di vederle. Nell'altra dimensione, intanto il ragazzo completamente immemore del proprio passato, tenta di ricordare chi siano quelle persone che continuano a tornargli in mente. Alla fine le due dimensioni si incontrano, per Ryoko, Ayeka e Tenchi  sta per arrivare il momento in cui tutti i nodi verranno al pettine.